# Drogon
Drogon był najstarszym synem Karlomana, majordoma Austrazji. Urodził się na długo przed dojściem Karlomana, w roku 741, do władzy. W 747 roku Karloman udał się na pielgrzymkę do Rzymu, zostawiając swych synów pod opieką ich stryja Pepina Krótkiego i króla, Childeryka. Najstarszy Drogon osiągnął już wiek męski i przypuszczalnie władał, jako majordom, dworem swego ojca. Pozycja Drogona była w tym czasie na tyle silna, że mógł pozwolić sobie na zwołanie (w roku 747 lub 748) synodu biskupów, współzawodnicząc z synodem zorganizowanym w tym samym czasie przez Pepina. Reformator Kościoła i Apostoł Niemców, św. Bonifacy, nie był pewien w którym ma uczestniczyć.
Gdy 2 kwietnia 748 roku przyszedł na świat syn Pepina Karol, pozycja Drogona wyraźnie osłabła. Karloman nadal przebywał we Włoszech, gdzie miał wstąpić do klasztoru na Monte Cassino (z własnej woli, czy też za namową papieża Stefana II), co wykorzystał Pepin podejmując działania przeciw Drogonowi. W roku 751 Pepin był już tak silny, że mógł zyskać błogosławieństwo papieskie na drodze do przejęcia władzy, w wyniku czego Childeryka zdjęto z tronu, a Pepin został ukoronowany. Drogon ratował się ucieczką. W roku 753 papież Stefan, a w następnym Karloman przybyli do państwa Franków. Pierwszy by poprzeć Pepina, drugi dla ratowania Drogona.
Pepin nie dał się przekonać. Uwięził Karlomana na zamku Vienne, Drogona zaś schwytano, wygolono mu tonsurę i osadzono w klasztorze.